# Félix Betancourt
Félix Betancourt Estévez (ur. 12 października 1945 w Santiago de Cuba, zm. 21 lipca 2014 w Hawanie) – kubański bokser, złoty medalista igrzysk Ameryki Środkowej i Karaibów w Kingston z roku 1962, ćwierćfinalista letnich igrzysk olimpijskich w Tokio z roku 1964.

## Kariera
W 1962 roku zdobył złoty medal na igrzyskach Ameryki Środkowej i Karaibów, na których rywalizował w kategorii lekkopółśredniej. W półfinale tych igrzysk pokonał na punkty Gujańczyka Ivelawa Glena, awansując wraz z Wenezuelczykiem Danielem Brávo do finału. W finale zwyciężył Kubańczyk, wygrywając na punkty. W październiku 1964 roku był uczestnikiem igrzysk olimpijskich w Tokio. W 1/16 finału rywalem Kubańczyka był reprezentant Maroka Fatah Ben Farj. Betancourt zwyciężył przez nokaut w pierwszej rundzie, awansując do 1/8 finału. W 1/8 finału rywalem Kubańczyka był reprezentant gospodarzy Hoji Yonekura, a walka zakończyła się punktowym zwycięstwem (3:2) reprezentanta Kuby. W walce o brązowy medal, Betancourt przegrał przez nokaut w pierwszej rundzie z reprezentantem Tunezji Habibem Galhią. W 1966 roku zdobył brązowy medal na igrzyskach Ameryki Środkowej i Karaibów w San Juan, gdzie rywalizował w kategorii lekkopółśredniej.
Zmarł 21 lipca 2014 roku w wieku 68 lat.